# 基米爾
49°38′59″N 24°29′40″E / 49.64972°N 24.49444°E
基米爾（烏克蘭語：Кимир）是烏克蘭西部的村莊，隸屬利維夫州的利維夫區。該村面積2.89平方公里，海拔高度291米，2001年該城鎮人口402。